# Dasyhelea tenebrosa
Dasyhelea tenebrosa är en tvåvingeart som först beskrevs av Daniel William Coquillett 1905.  Dasyhelea tenebrosa ingår i släktet Dasyhelea och familjen svidknott. Inga underarter finns listade i Catalogue of Life.